# Sông Leitzach
Sông Leitzach là 1 con sông ở Bayern, Đức. Nó bắt nguồn từ nhiều nguồn suối ở dãy núi Mangfall phía dưới Ursprungpass và chảy vào sông Mangfall gần Feldkirchen-Westerham.

## Địa điểm bên sông
Những làng xã nằm bên sông Leitzach gồm có Bayrischzell, Fischbachau, Wörnsmühl, Naring và Westerham.